# Stylo roller
Pour les articles homonymes, voir roller et Stylo.
Un stylo roller ou simplement roller est un type de stylographe utilisant une encre à base d'eau ou gélifiée créé respectivement en 1963 et en 1982, à la différence d'un stylo à bille classique qui utilise une encre visqueuse et huileuse. La moindre viscosité de ces encres permet une meilleure saturation du papier, ce qui donne au roller ses qualités d'écriture.
Le stylo roller a été conçu à l'origine pour combiner la simplicité d'utilisation du stylo à bille avec la douceur et la qualité d'écriture du stylo-plume. Il n'existe pas de terme francophone spécifique pour dénommer ce type de stylo d'où l'emploi courant du terme anglais roller, contraction de rollerball pen.

## Caractéristiques des encres employées

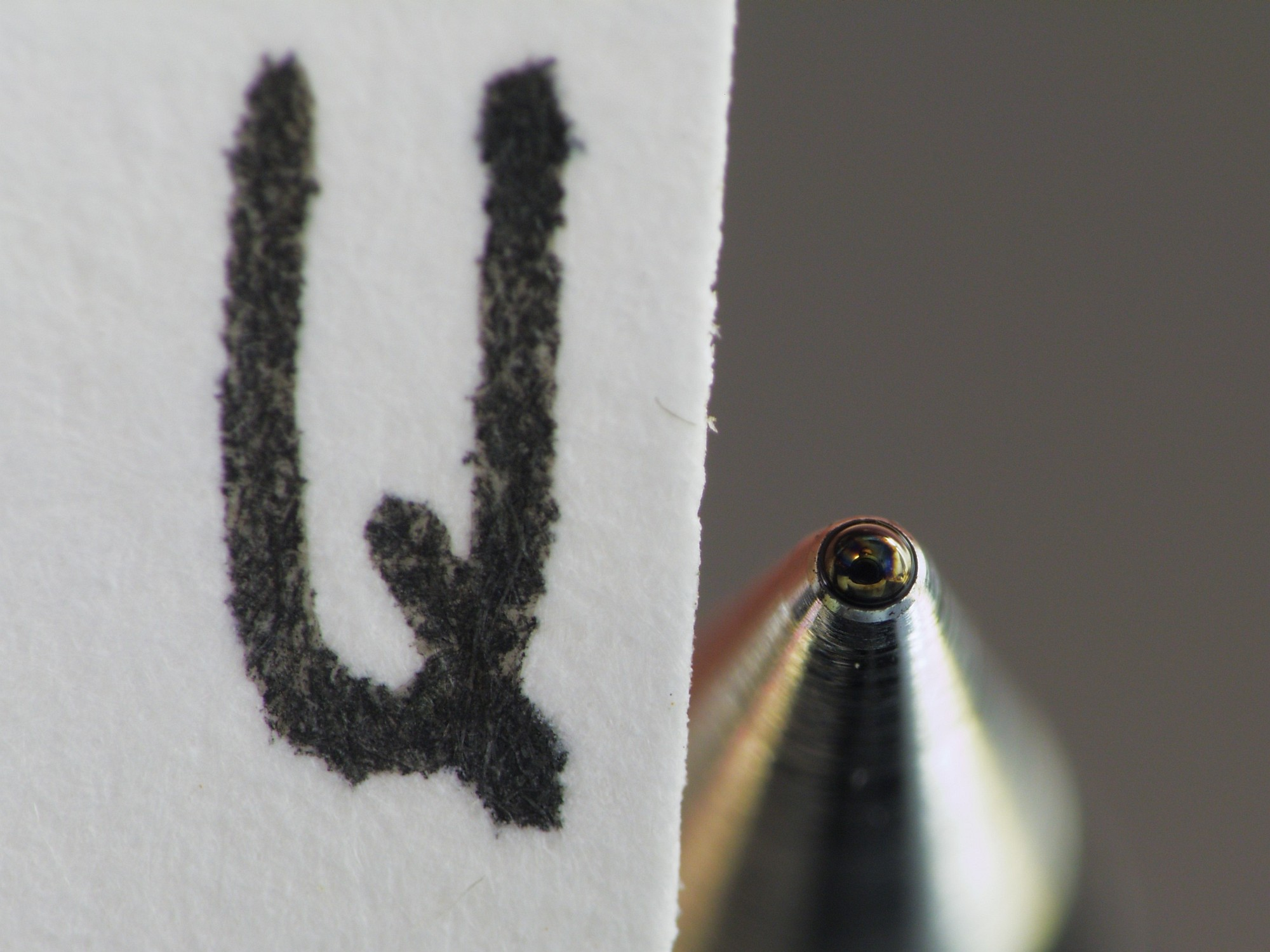
Caractère écrit avec un roller à pointe fine

Les encres gel contiennent habituellement des pigments, contrairement aux encres aqueuses qui contiennent des teintures. En effet, les encres aqueuses étant moins denses que les encres gélifiées, les pigments ont tendance à y couler, par sédimentation. L'utilisation de pigments dans les encres gélifiées permet la création d'une grande variété de couleurs, avec notamment des couleurs pastels opaques pouvant être appliquées sur des surfaces sombres, ou des effets métalliques ou scintillants. À l'inverse les encres aqueuses teintées ne peuvent pas être appliquées sur des supports foncés du fait des propriétés réflectives différentes des pigments et des teintures.

## Avantages et inconvénients par rapport au stylo à bille

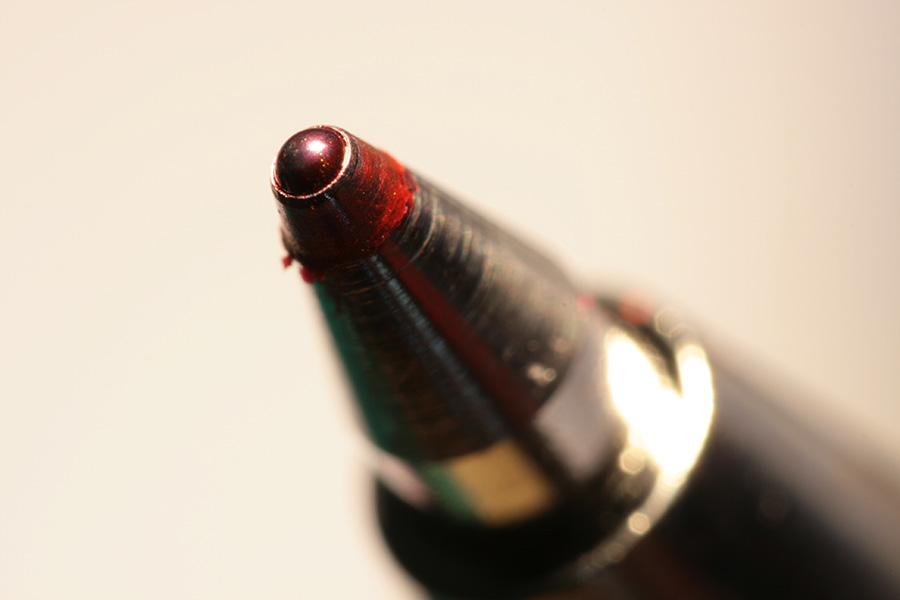
gros plan d'une pointe de stylo roller

Les différences sont toutes liées à la moindre viscosité des encres employées, avec des différences notables entre encres gélifiées et encres aqueuses.

### Avantages
- La pression à appliquer au roller pour obtenir une écriture convenable est moindre qu'avec un stylo à bille, ce qui permet de tenir le roller moins fermement et donc d'augmenter le confort d'écriture dans la durée.
- Les rollers ont un plus grand choix de couleurs dû à la grande variété de teintures et de pigments disponibles.
- Les rollers à encre aqueuse glissent sur le papier de manière plus homogène que les stylos à bille et laissent moins de blancs. À l'inverse le risque d'interruption intermittente du flux d'encre est légèrement plus important avec les rollers à encre gélifiée.

### Inconvénients
- Le risque de "bavures" est plus élevé avec un roller à encre aqueuse qu'avec un stylo à bille car l'encre sèche plus lentement, à la manière de celle d'un stylo-plume. L'encre gélifiée quant à elle sèche presque aussi rapidement que l'encre d'un stylo à bille.
- L'encre aqueuse est également absorbée plus facilement par le papier que l'encre de stylo à bille et dans une moindre mesure que l'encre gélifiée, du fait de sa plus faible viscosité. L'encre aqueuse étant absorbée de manière continue par le papier, cela augmente les risques de taches en cas de pause.
- Les rollers ont une durée de vie plus courte que les stylos à bille, l'encre étant absorbée en plus grande quantité par le papier. Cela est particulièrement vrai pour les rollers à encre aqueuse.
- La pointe d'un roller s'obstruera plus facilement que celle d'un stylo à bille en cas de passage sur du correcteur liquide (blanco) non séché. Cela peut rendre un roller inutilisable.

## Tests
Avant leur mise sur le marché, les stylos rollers et leurs lignes d'écriture sont testés.
On caractérise la ligne d'écriture par :
- sa résistance à l’eau, à l’éthanol, à l’acide chlorhydrique, à l’ammoniaque, à une solution décolorante, à une gomme et à la lumière ;
- son temps de séchage ;
- sa reproductibilité sur une photocopie, un microfilm ou une télécopie.

On caractérise le stylo roller lui-même par :
- sa durée de vie durant son stockage sans utilisation ;
- le temps de colmatage en conditions de stockage horizontal et sans capuchon ;
- sa vitesse d’écriture, la charge sur sa pointe et son angle d’écriture ;
- la capacité du fluide d’écriture à pénétrer à travers un papier.